# Soledad Alonso
María Soledad Alonso Rosales (Santiago, 15 de agosto de 1957) es una actriz de teatro y televisión chilena. Reconocida por haber sido parte de numerosas teleseries de Canal 13 en las décadas de 1980 y de 1990.

## Biografía
Estudió la carrera de actuación en la Pontificia Universidad Católica de Chile (PUC). Según palabras del dramaturgo y director teatral Raúl Osorio: "fue la figura femenina más promisoria de la generación de actores del año 1981". En 1979, protagonizó con mucho éxito la obra Tres Marías y una Rosa, de David Benavente y el Taller de Investigación Teatral (T.I.T) en Teatro Ángel de Santiago, en la cual compartió escena con destacadas actrices como Luz Jiménez, Myriam Palacios, Loreto Valenzuela. El suceso de la obra las llevó a realizar una gira por Canadá, Estados Unidos, Inglaterra, Alemania, Francia y Venezuela.
Debutó en las teleseries nacionales en 1981, en la primera producción de la naciente Área Dramática de Televisión Nacional de Chile, la telenovela Villa Los Aromos. Allí compartió su primer rol protagónico con las actrices María Izquierdo y Alejandra Elsesser. Al año siguiente es parte de La Gran Mentira, dirigida por el reconocido actor y director de televisión brasileño Herval Rossano, siendo también su última teleserie en el canal estatal.
En 1983, emigra a Canal 13, estación televisiva en la que se desempeñaría en adelante, donde debuta con el papel de Flavia, un rol secundario en la teleserie La Noche del Cobarde. Al otro año es parte de la afamada Los Títeres de Sergio Vodanovic. Los años posteriores sería constantemente convidada por el director Cristián Mason para sus producciones dramáticas, tales como El Prisionero de la Medianoche, Secreto de Familia, La Intrusa, Champaña y Amor a Domicilio.
En la década de los noventa, Soledad demostraría también tener dotes para la comedia y en distintos formatos, como en la recordada sitcom Soltero a la Medida, transmitida en 1994, en donde interpretó a María Macarena Pérez Candia, una rica madre, devota y sobreprotectora. En esta serie semanal compartió créditos con actores como Gloria Münchmeyer, Jaime Azócar, Catalina Guerra y Paola Volpato.
En 1996, conformaría el elenco adulto de la popular teleserie juvenil Adrenalina, en donde interpretó a Viviana Möller -según varios, uno de sus mejores personajes en la televisión- , una mujer oprimida por su tírano esposo encarnado por el actor Willy Semler.
En 1997, por primera vez en 14 años, Soledad Alonso acepta desligarse de la ex señal católica, gracias a la oferta de Megavisión invitándola a formar parte de su segunda apuesta dramática, Santiago City, telenovela que resulta un fracaso en sintonía y que nunca terminó de emitirse por las pantallas. Al año siguiente, vuelve a Canal 13, interpretando a Isabel Arrieta en la exitosa Marparaíso, viuda millonaria, algo frívola e ingenua que acaba seducida por el falso y perverso empresario Iván Andrade (Cristián Campos) quien terminará por quitarle la vida en el emocionante primer capítulo.
Durante los últimos años ha permanecido como miembro activo de ChileActores durante la presidencia de Esperanza Silva. Ha participado en campañas y cortometrajes de dicha entidad.

## Vida personal
El año 1999 sería determinante para su carrera en televisión y en la actuación en general, ya que sus problemas de salud comenzaban a aquejarla severamente. A partir de esto, los productores optan por asignarle un rol menor en la teleserie Cerro Alegre. Esta sería su última telenovela, ya que su familia opta por retirarla de las cámaras y de la escena nacional. El día 25 de septiembre de 2004, Soledad Alonso fue reportada como perdida, apareciendo luego de una búsqueda tres días después. Su hermana, Gloria Alonso, decide internarla en una clínica para que siguiera su tratamiento contra la depresión que arrastraba hace años desde el suicidio de su madre en 1989 y que estaba ligado a un trastorno bipolar no detectado con anterioridad.

## Televisión
| Año  | Título                         | Papel                | Canal               |
| ---- | ------------------------------ | -------------------- | ------------------- |
| 1981 | Villa Los Aromos               | Mónica Del Río       | Televisión Nacional |
| 1982 | La gran mentira                | Liliana              | Televisión Nacional |
| 1983 | La noche del cobarde           | Flavia Del Río       | Canal 13            |
| 1984 | Los títeres                    | Haydée Heredia       | Canal 13            |
| 1985 | El prisionero de la medianoche | Milagros             | Canal 13            |
| 1986 | Secreto de familia             | Luzmira              | Canal 13            |
| 1989 | La Intrusa                     | Ana María            | Canal 13            |
| 1991 | Ellas por ellas                | Adriana Ferrara      | Canal 13            |
| 1994 | Champaña                       | Magdalena Sanfuentes | Canal 13            |
| 1995 | Amor a domicilio               | Cristina Garrido     | Canal 13            |
| 1996 | Adrenalina                     | Viviana Möller       | Canal 13            |
| 1997 | Santiago city                  | Carmen               | Megavisión          |
| 1998 | Marparaíso                     | Isabel Arrieta       | Canal 13            |
| 1999 | Cerro Alegre                   | Ana Oyarzún          | Canal 13            |

| Año  | Título                     | Papel                       | Canal    |
| ---- | -------------------------- | --------------------------- | -------- |
| 1990 | Crónica de un Hombre Santo | Sor Isabel                  | Canal 13 |
| 1995 | Soltero a la medida        | María Macarena Pérez-Candia | Canal 13 |
| 1996 | Tuti Cuanti                | Varios personajes           | Canal 13 |
| 2000 | Gracias por la vida        | María Angélica Finlay       | TVN      |